# Aneflus variegatus
Aneflus variegatus är en skalbaggsart som beskrevs av Chemsak och Linsley 1963. Aneflus variegatus ingår i släktet Aneflus och familjen långhorningar. Inga underarter finns listade i Catalogue of Life.